# Jevgenij Grisjin (skridskoåkare)
Jevgenij Romanovitj Grisjin ryska: Евгений Романович Гришин), född 23 mars 1931 i Tula, död 9 juli 2005 i Moskva, var en sovjetisk skridskoåkare.
Grisjin blev olympisk guldmedaljör på 500 meter och 1 500 meter vid vinterspelen 1960 i Squaw Valley.